# Totenkopfschabe
Die Totenkopfschabe oder seltener auch Riesenwaldschabe (Blaberus craniifer) ist eine durch ihre Präsenz im Zoofachhandel relativ bekannte Art der Schaben (Blattodea). Dort wird sie meist als Futter für Terrarientiere angeboten, die großes Lebendfutter benötigen. Kennzeichnendes Merkmal ist eine oft als totenkopfähnlich beschriebene Zeichnung auf dem Halsschild.

## Merkmale
Mit meist 50 bis 53 Millimetern Körperlänge und bedingt durch die den Hinterleib überragenden Flügel 60 bis 65 Millimetern Gesamtlänge, gehört die Art zu den größeren Schaben. Weibchen können in Ausnahmefällen auch 62 Millimeter Körperlänge erreichen. Der Körper der Männchen ist mit etwa 18 Millimetern Breite etwas schmaler als der durchschnittlich 21 Millimeter breite Leib der Weibchen. Beide Geschlechter haben etwa 30 Millimeter lange Fühler, sind etwa 10 Millimeter hoch und voll geflügelt. Die Deckflügel sind als Tegmina ausgebildet und überragen den Körper nicht nur hinten, sondern auch seitlich. Dadurch erreichen sie eine Gesamtbreite von 27 bis 30 Millimetern. Während die Beine dunkelbraun sind und der Körper hell- und dunkelbraun gemustert ist, dominiert auf den Flügeln eine hellbraune Grundfärbung. Auf den Vorderflügeln wird diese nach hinten dunkler. Gleichzeitig befindet sich zwischen dem Subcostal- und dem Analfeld (Siehe auch Aderung und Zellen des Insektenflügels) eine an der Flügelbasis beginnende, mittelbraune Linie. Auf dem rechten Flügel endet diese, nach hinten etwas verbreitert, etwa nach einem Drittel bis knapp der Hälfte der Flügellänge. Auf dem linken Flügel zieht sie breit zum medialen Rand. Mit geschlossenen Flügeln entsteht so häufig der Eindruck eines sehr hellen, von braunen Bereichen umgebenen Flecks hinter dem Halsschild. Breite und Ausprägung dieser Flügelzeichnung sind altersabhängig und variieren stark. Häufig erscheinen insbesondere ältere Tiere dunkler und zeigen nicht die kontrastreiche Zeichnung die besonders typisch für frisch adulte Tiere ist. Der Halsschild zeigt auf hellbraunem Grund einen dunklen Fleck, der bis zum hinteren Rand reicht. Er kann seinerseits kleine, helle Stellen haben. Das daraus entstehende Bild wird häufig als totenkopfähnlich empfunden, was der Art ihren Trivialnamen eingebracht hat. Weibchen haben ein größeres Halsschild. Außerdem sind bei ihnen die letzten beiden Abdominalsternite miteinander verwachsen. Diese bilden eine im Umriss deutlich dreieckige Platte.

## Vorkommen und Verhalten
Das Verbreitungsgebiet erstreckt sich über Mexiko, Belize, Kuba, die Dominikanische Republik und Florida. Eine Weiterverbreitung durch den Menschen ist nicht auszuschließen. Stellenweise wird als Verbreitungsgebiet pauschal das gesamte tropische Mittel- und Südamerika genannt.

Während die Jungtiere eher nachtaktiv sind und sich tagsüber verstecken, sind die Imagines bei höherer Luftfeuchtigkeit auch am Tage in schattigen Bereichen zu finden. Bereits die Jungtiere sind genau wie die geschlechtsreifen Tiere in der Lage zur Feindabwehr ein stark riechendes Sekret auszuscheiden.

## Fortpflanzung
Die Totenkopfschabe ist ovovivipar. Die dunkelbraune Oothek enthält durchschnittlich 34 Eier. Sie wird die drei bis vier Wochen bis zum Schlupf vom Weibchen in einer speziell ausgebildeten Genitaltasche getragen. Ein Weibchen mit einer voll entwickelten Oothek kann ein Gewicht von bis zu fünf Gramm erreichen. Direkt nach dem Absetzen des Eipaketes schlüpfen die etwa sechs bis sieben Millimeter langen, asselförmigen Larven. Sie sind lebhaft hell- und dunkelbraun gemustert und benötigen etwa vier bis fünf Monate, bis sie adult sind. Die Lebenserwartung beträgt dann etwa ein Jahr.

## Systematik
Hermann Burmeister beschrieb die Totenkopfschabe 1838 als Blabera craniifer. Der von ihm verwendete Gattungsname beruht auf einer zeitweilig verwendeten, später aber als falsch erkannten, Bezeichnung der bereits 1831 von Jean-Guillaume Audinet-Serville korrekt aufgestellten Gattung Blaberus. Burmeister beschrieb die Art in derselben Veröffentlichung, die auch die Erstbeschreibung enthielt, fälschlich noch unter zwei weiteren Namen, wodurch die ersten Synonyme entstanden. Durch das große Verbreitungsgebiet und die Varianz der Art folgten weitere Beschreibungen anderen Autoren. So gelten folgende Namen heute als synonym zu Blaberus craniifer:
- Blabera limbata Burmeister, 1838
- Blabera trapezoideus Burmeister, 1838
- Blabera varians Serville, 1839
- Blabera luctuosa Stål, 1855
- Blatta atropos Guérin-Méneville, 1857
- Blabera ferruginea Saussure, 1864
- Libisoca aequalis Walker, 1868
- Blabera quadrifera Walker, 1868
- Blaberus craniipes

## Mensch und Totenkopfschabe
Die Totenkopfschabe hielt schon früh Einzug in die Terrarien der Liebhaber. Zunächst wurde die Art wegen ihrer Größe als Pflegling und teilweise auch in Studium und Lehre als Versuchstier eingesetzt. Mittlerweile wird sie in erster Linie als Futtertier für Insektenfresser, meist größere Echsen, gehalten und gezüchtet. Dabei ist zu beachten, dass wegen des starkriechenden Abwehrsekretes nicht alle Insektenfresser diese Schabenart fressen. Gelegentlich tritt die Art als Schädling in menschlichen Behausungen auf.

## Bilder

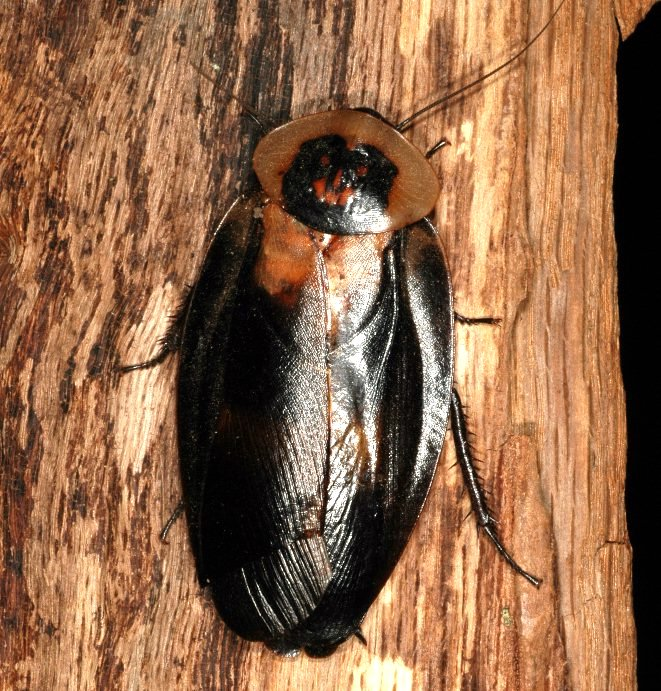
Blaberus craniifer Blackwing – eine Zuchtvariante. Im Gegensatz zur normalen Farbvariante (beige/braun) sind diese Tiere mehrheitlich schwarz.
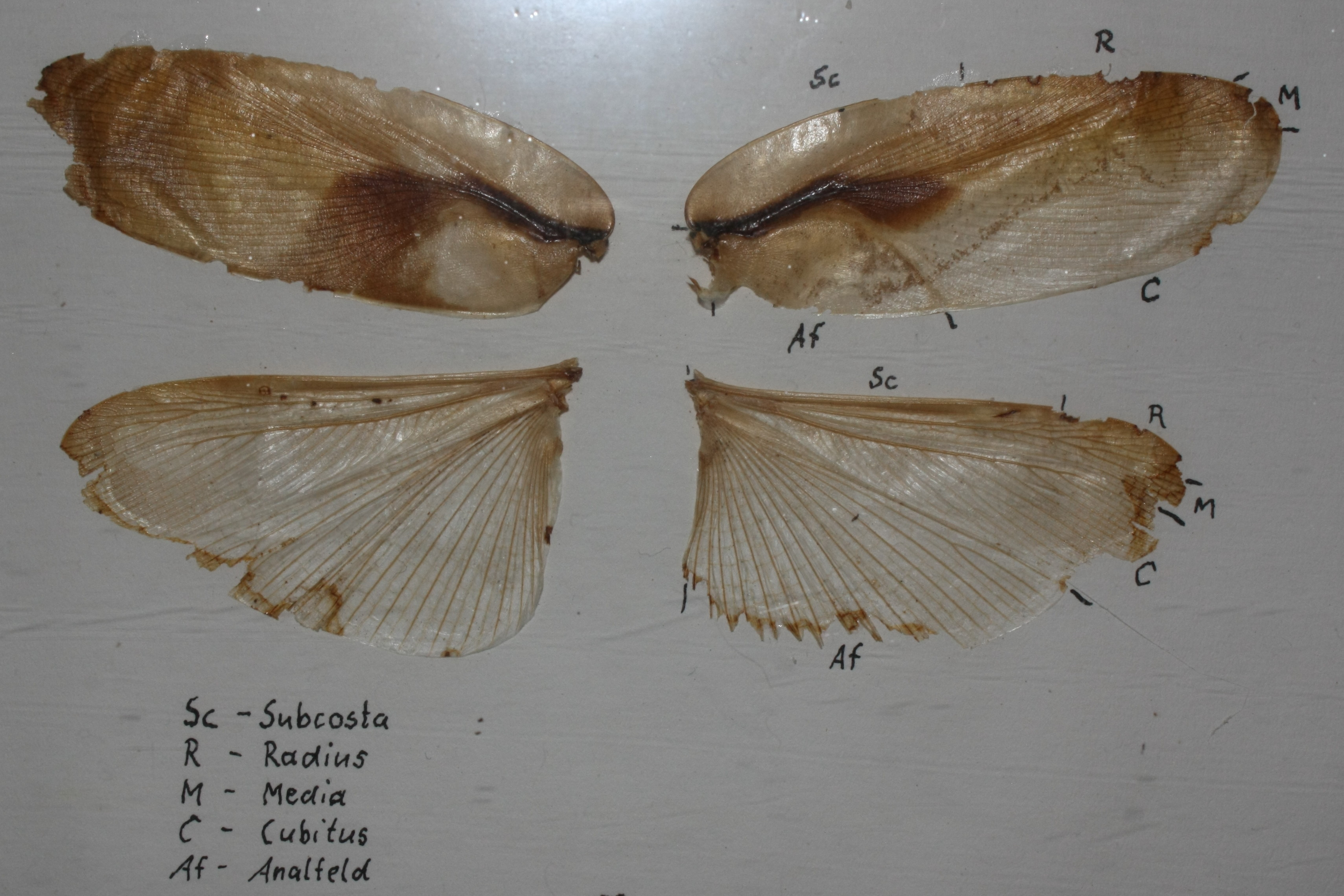
Flügel mit Feldeinteilung
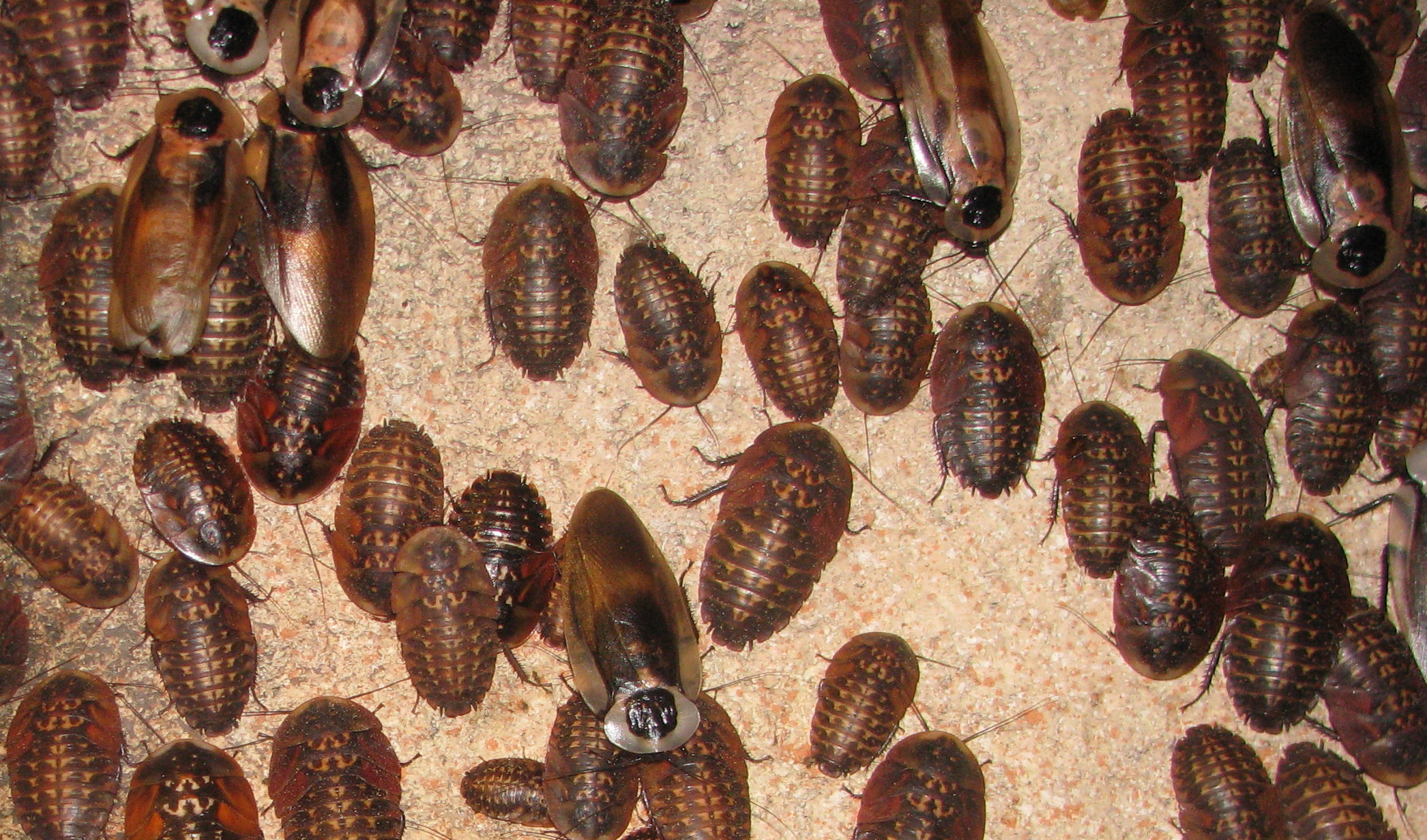
Subadulte und adulte Totenkopfschaben, letztere mit unterschiedlich ausgeprägter Flügelzeichnung
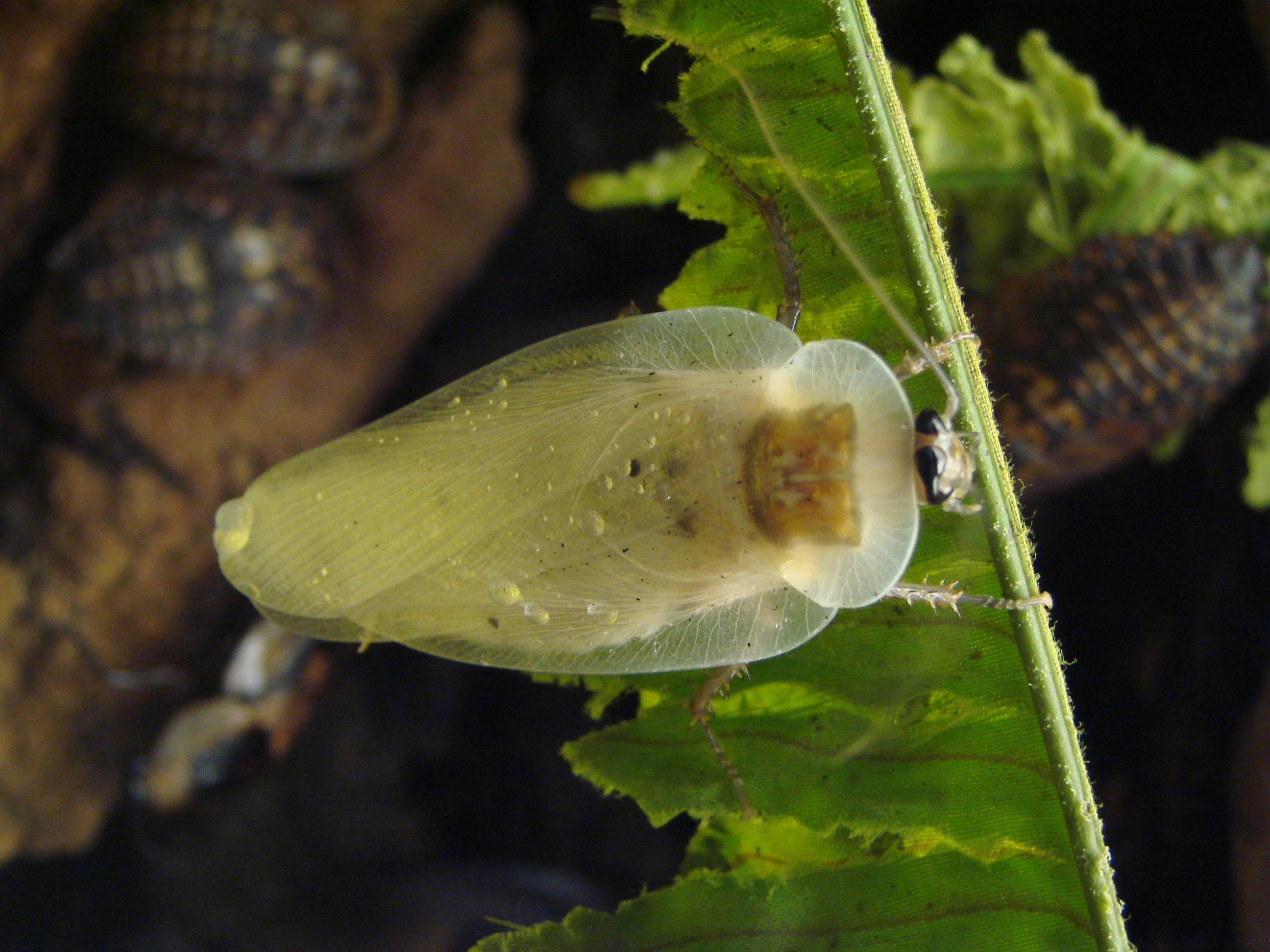
Frisch adultes Tier noch nicht ausgehärtet